# Крейсери типу «Швальбе»

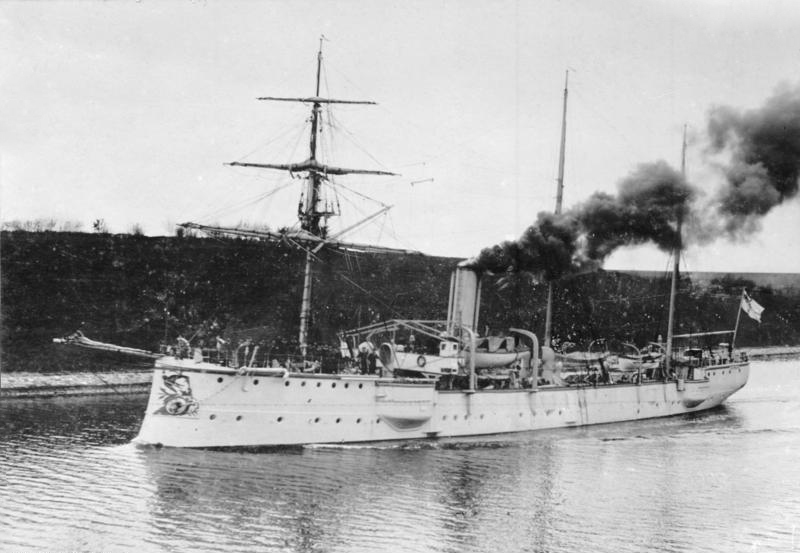
«Швальбе» у Кільському каналі, 1887 рік.

Крейсери типу «Швальбе» — тип незахищенних крейсерів, перші кораблі такого класу, побудовані для Імператорських військово-морських сил Німеччини. Він складався з двох кораблів, Schwalbe, головний, та Sperber. Вони були призначенні для служби у нещодавно набутих німецьких колоніях, та були побудовані у період між 1886 та 1889. Їх озбрроїли батареєю головного калібру з 8 10,5 сантиметрових гармат. Максимальна швидкість досягала 13,5 узлів (25 км/год).
Schwalbe та Sperber служили переважно у німецьких африканських колоніях та на Тихому океані. Ці крейсери сприяли придушенню революції Абуширі у Німецькій Східній Африці в 1889—1890 роках. На кінець 1890-х, обилдва кораблі пройшли ремонт та були виведені у резерв у Німеччині. Вони повернулися до служби нав рубежі століть задля інших далеких походів. Schwalbe приєднався до сил, призначених для придушення Боксерського повстання у Китаї 1900 року, після чого знову був виведений зі складу флоту у 1902. Sperber залишався у Африці до 1911 року, коли цей крейсер також був виведений зі складу флоту. Schwalbe використовувався як навчальний корабель після 1912 року, а Sperber став кораблем-мішеню під час Першої світової війни. Обидва кораблі були продані 1920 року і утилізовані 1922.